# Кристоф, Марсель
Марсель Кристоф (люкс. Marcel Christophe, родился 19 августа 1974 года в Люксембурге) — люксембургский футболист, выступавший на позиции нападающего.

## Игровая карьера
Выступал на протяжении своей карьеры за клубы «Мондерканж» и «Дифферданж 03». В сезоне 1999/2000 стал лучшим бомбардиром чемпионата Люксембурга с 26 забитыми мячами.
За сборную Люксембурга сыграл 28 матчей, дебютировав 10 октября 1998 года в матче против сборной Польши (поражение 0:3 в отборе к отборе на чемпионат Европы). Всего он отличился трижды за сборную. Последнюю игру сыграл 20 ноября 2003 года против Молдавии (поражение 1:2 в товарищеском матче).
| Голы за сборную Люксембурга | Голы за сборную Люксембурга | Голы за сборную Люксембурга | Голы за сборную Люксембурга | Голы за сборную Люксембурга | Голы за сборную Люксембурга | Голы за сборную Люксембурга |
| #                           | Дата                        | Место                       | Противник                   | Минута                      | Итог                        | Турнир                      |
| --------------------------- | --------------------------- | --------------------------- | --------------------------- | --------------------------- | --------------------------- | --------------------------- |
| 1                           | 10 марта 1999               | Люксембург                  | Исландия                    | 23′                         | 1:2                         | Товарищеский матч           |
| 2                           | 6 октября 2001              | Белград                     | Югославия                   | 52′                         | 6:2                         | Отбор на ЧМ                 |
| 3                           | 17 апреля 2002              | Эсперанж                    | Лихтенштейн                 | 69′                         | 3:3                         | Товарищеский матч           |